# Pulvinomyzostomum
Pulvinomyzostomum är ett släkte av ringmaskar som beskrevs av Jägersten 1940. Pulvinomyzostomum ingår i familjen Myzostomidae.
Släktet innehåller bara arten Pulvinomyzostomum pulvinar.